# Leichtathletik-Weltmeisterschaften 2015/3000 m Hindernis der Frauen

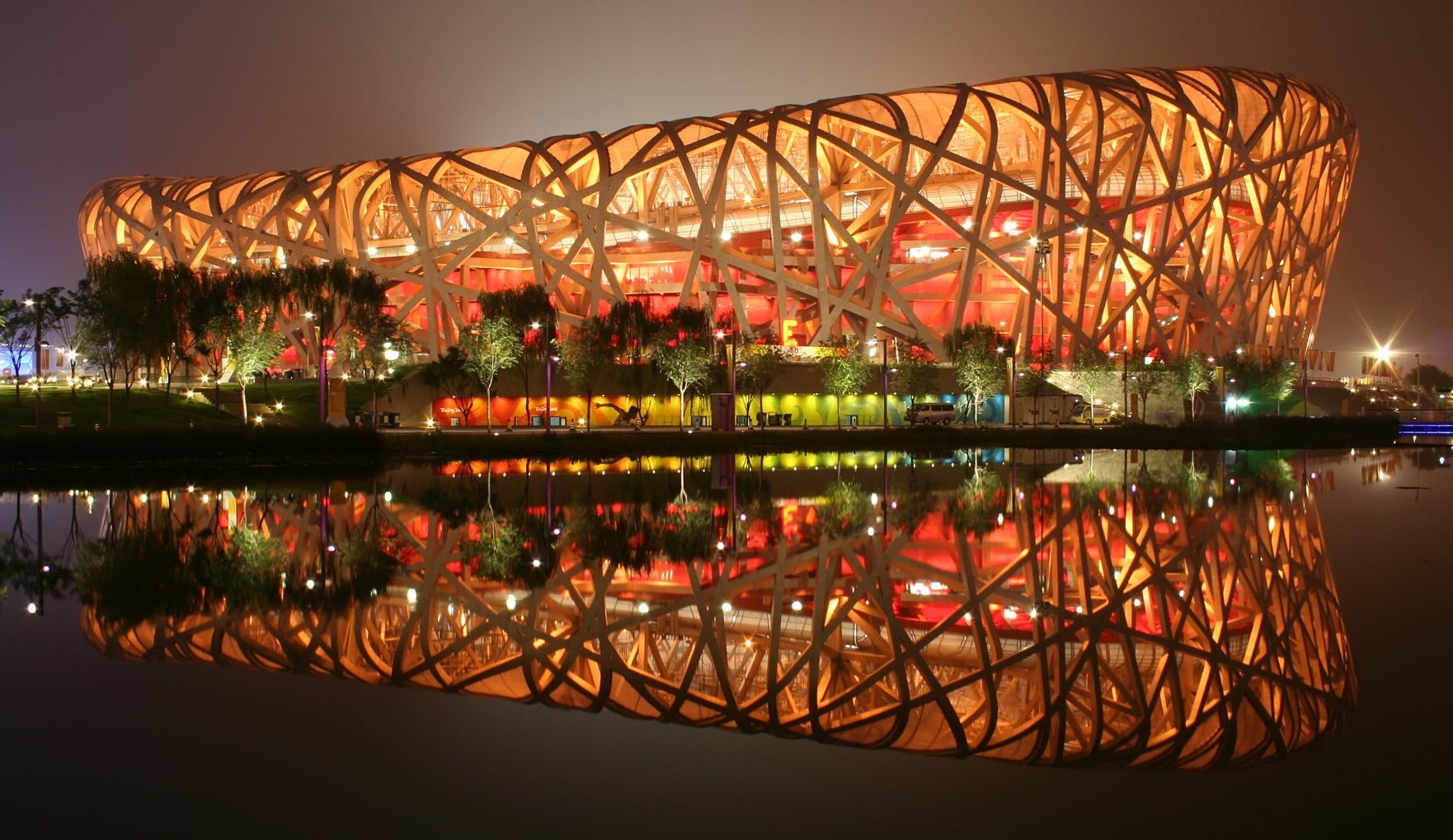
Das Nationalstadion Peking während der Weltmeisterschaften

Der 3000-Meter-Hindernislauf der Frauen bei den Leichtathletik-Weltmeisterschaften 2015 wurde am 24. und 25. August 2015 im Nationalstadion der chinesischen Hauptstadt Peking ausgetragen.
Weltmeisterin wurde die Dritte der Afrikameisterschaften von 2012 Hyvin Kiyeng aus Kenia. Silber ging an die aktuelle Olympiasiegerin, Weltmeisterin von 2011 und Vizeafrikameisterin von 2006 Habiba Ghribi aus Tunesien. Bronze gewann die deutsche EM-Dritte von 2012 Gesa Felicitas Krause.

## Rekorde
| Weltrekord               | Gulnara Galkina    | 8:58,81 min | OS in Peking, Volksrepublik China | 17. August 2008 |
| Weltmeisterschaftsrekord | Jekaterina Wolkowa | 9:06,57 min | WM in Ōsaka, Japan                | 27. August 2007 |

Der bestehende WM-Rekord wurde bei diesen Weltmeisterschaften nicht eingestellt und nicht verbessert.
Es gab einen Landesrekord:

9:27,86 min – Lalita Babar (Indien), zweiter Vorlauf am 24. August

## Doping
Der 3000-Meter-Hindernislauf der Frauen gehörte bei diesen Weltmeisterschaften zu den Wettbewerben, bei denen es zu einem Dopingfall kam. Die im Vorlauf ausgeschiedene russische Läuferin Jekaterina Dosseikina wurde nach einer positiven Dopingprobe für vier Jahre gesperrt, ihr Resultat bei diesen Weltmeisterschaften wurde annulliert.

## Vorläufe
Aus den drei Vorläufen qualifizierten sich die jeweils drei Ersten jedes Laufes – hellblau unterlegt – und zusätzlich die sechs Zeitschnellsten – hellgrün unterlegt – für das Halbfinale.

### Lauf 1

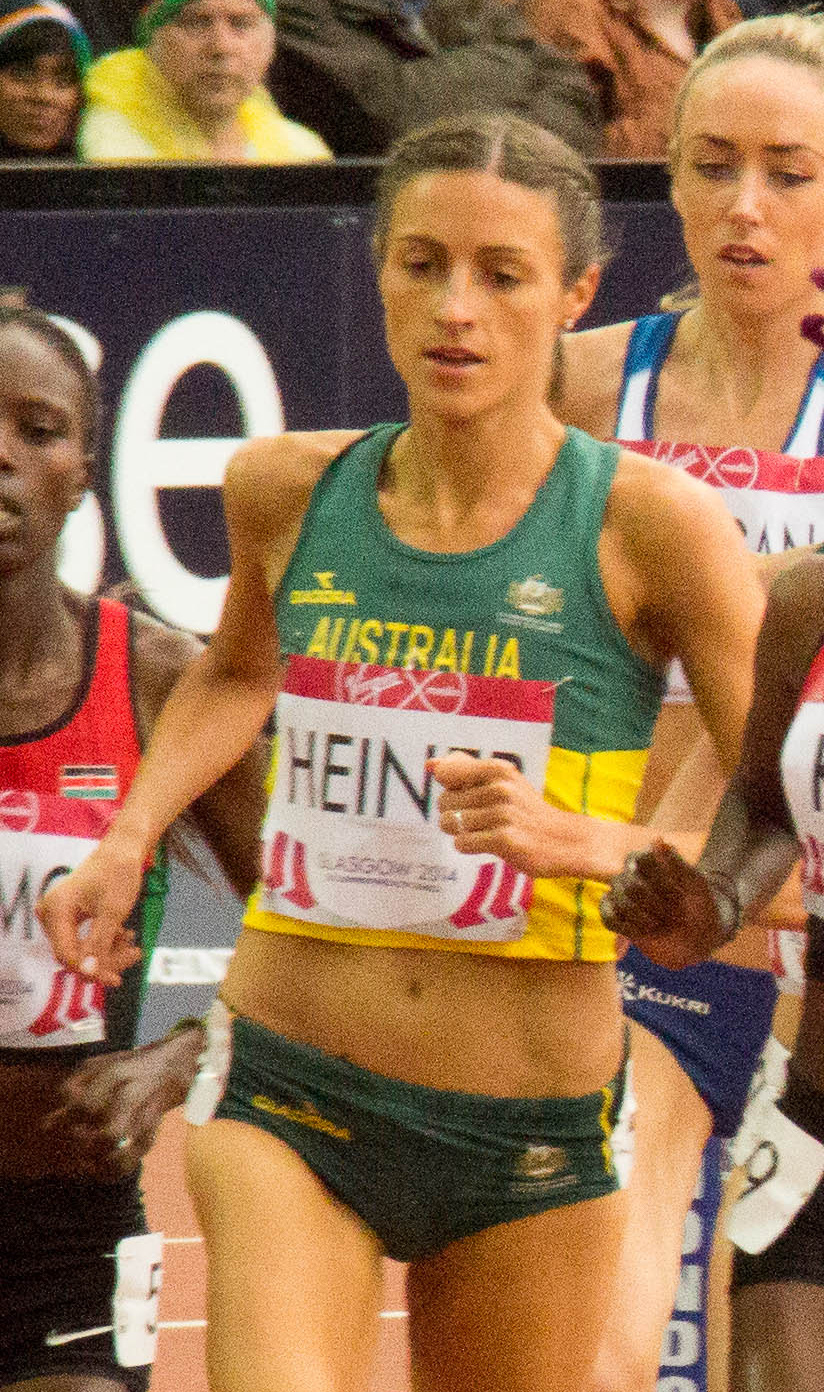
Die Australierin Madeline Heiner schied als Vierte des ersten Vorlaufs in der Vorrunde aus

24. August 2015, 9:45 Uhr Ortszeit (3:45 Uhr MESZ)
| Platz | Name                  | Land       | Zeit (min)                                                         |
| ----- | --------------------- | ---------- | ------------------------------------------------------------------ |
| 1     | Hiwot Ayalew          | Äthiopien  | 09:25,55                                                           |
| 2     | Virginia Nyambura     | Kenia      | 09:28,50                                                           |
| 3     | Stephanie Garcia      | USA        | 09:29,34                                                           |
| 4     | Madeline Heiner       | Australien | 09:30,79                                                           |
| 5     | Amina Bettiche        | Algerien   | 09:36,10 SB                                                        |
| 6     | Geneviève Lalonde     | Kanada     | 09:36,83                                                           |
| 7     | Maruša Mišmaš         | Slowenien  | 09:37,73                                                           |
| 8     | Camilla Richardsson   | Finnland   | 09:53,13                                                           |
| 9     | Michelle Finn         | Irland     | 09:55,27                                                           |
| 10    | Muriel Coneo          | Kolumbien  | 09:55,53                                                           |
| 11    | Ljudmila Lebedewa     | Russland   | 09:58,65                                                           |
| 12    | Rosa Flanagan         | Neuseeland | 10:00,71                                                           |
| DNF   | Swjatlana Kudselitsch | Belarus    |                                                                    |
| DSQ   | Hanane Ouhaddou       | Marokko    | IAAF Rule 163.3b – Verlassen der Bahn im Bereich des Wassergrabens |
| DSQ   | Aisha Praught         | Jamaika    | IAAF Rule 163.3b – Verlassen der Bahn im Bereich des Wassergrabens |

Weitere im ersten Vorlauf ausgeschiedene Hindernisläuferinnen:

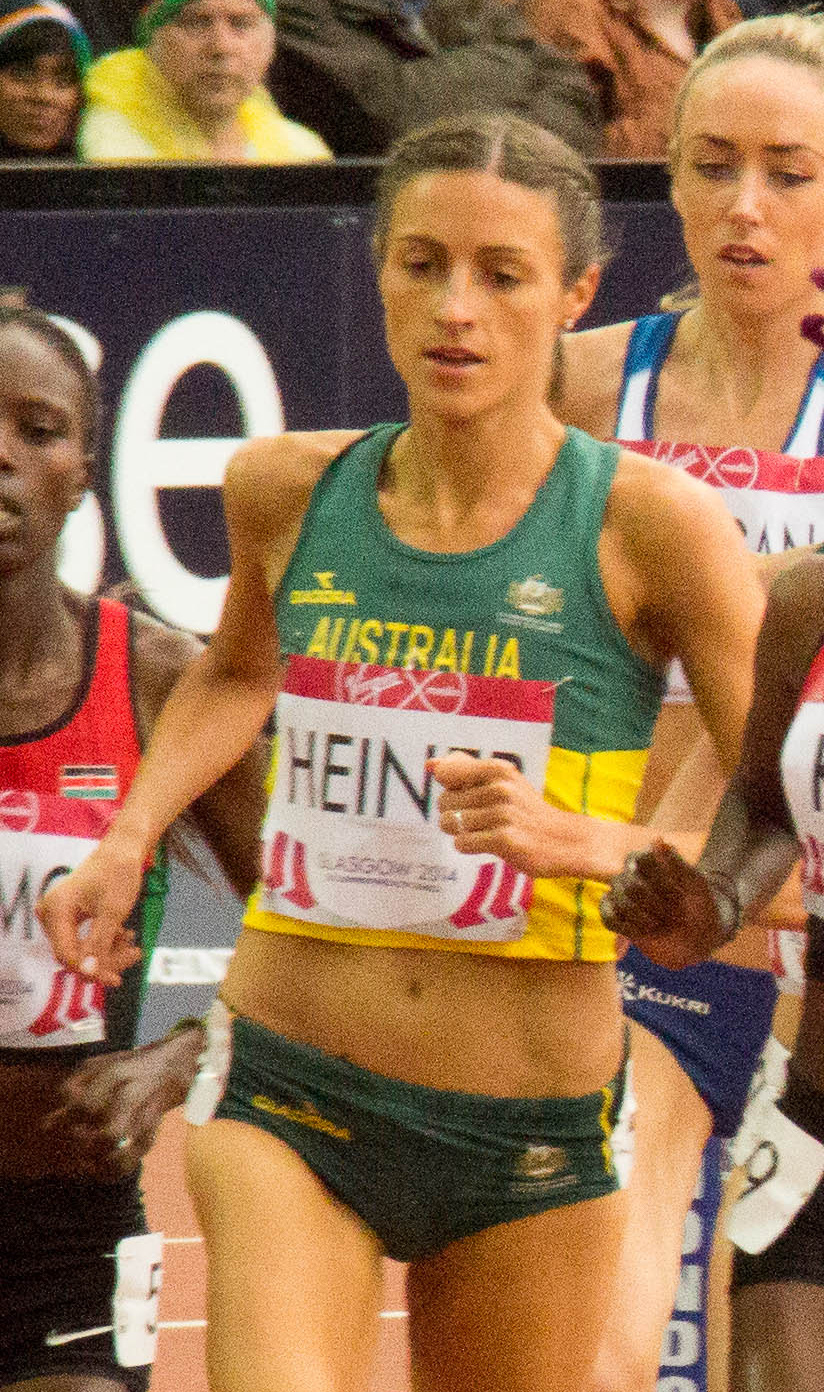
Madeline Heiner, spätere Madeline Hills – Rang vier in 9:30,79 min
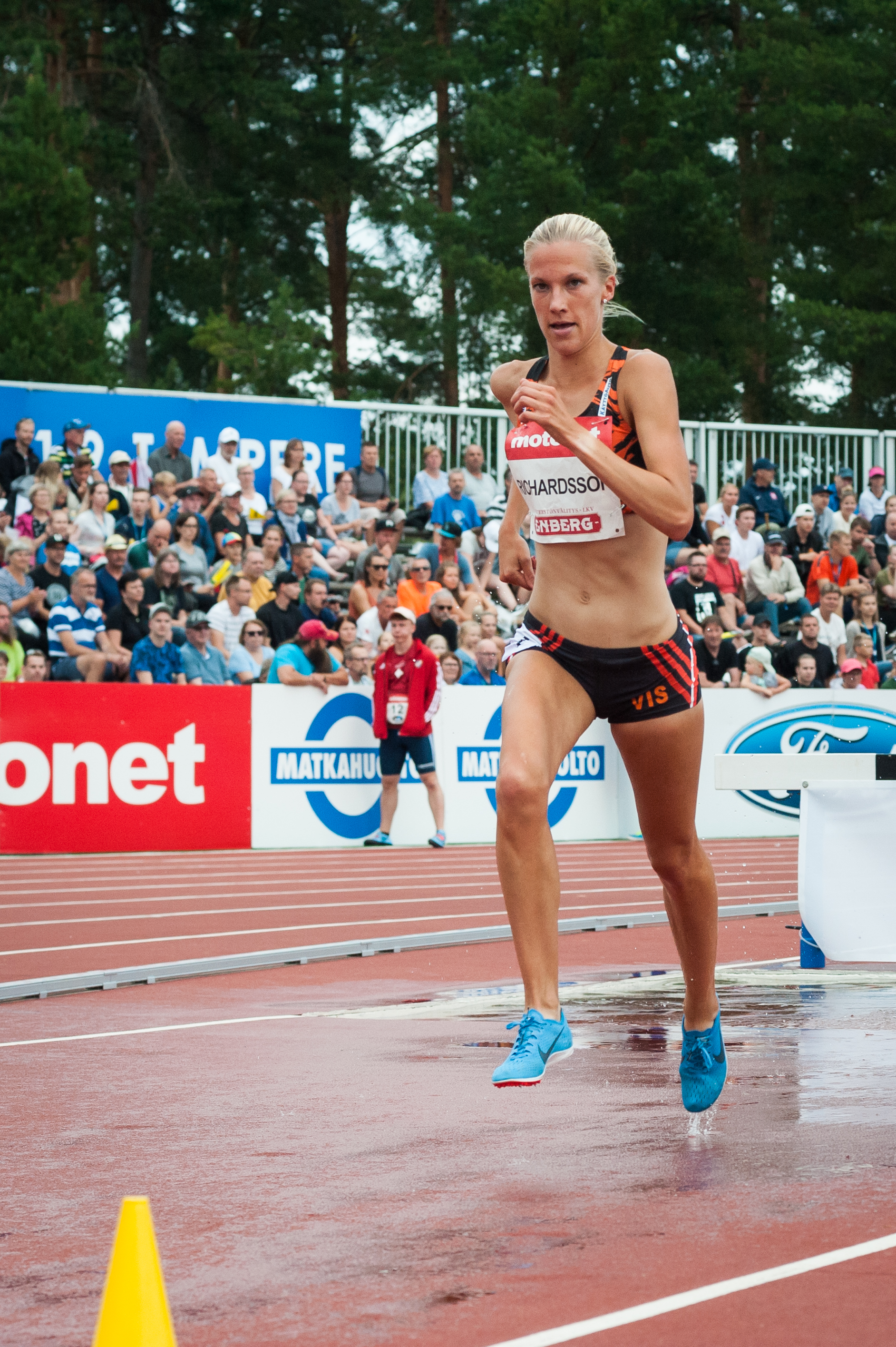
Camilla Richardsson Rang acht in 9:53,13 min
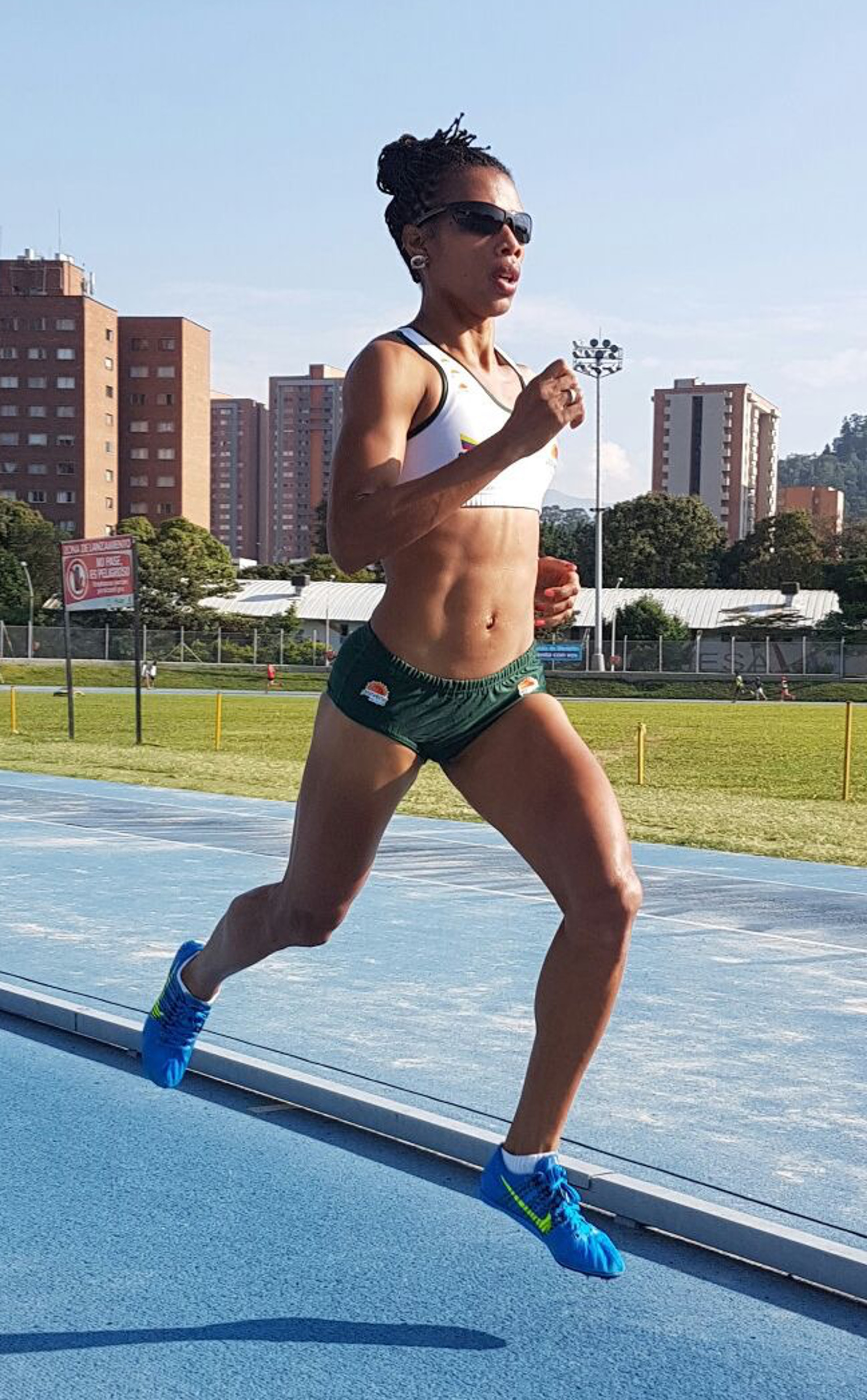
Muriel Coneo Rang zehn in 9:55,53 min
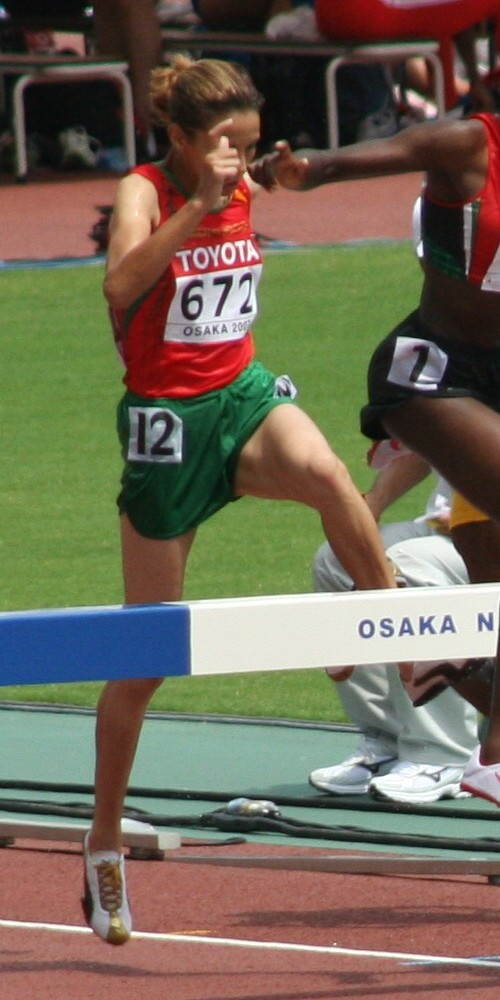
Hanane Ouhaddou – disqualifiziert wegen Verlassens der Bahn
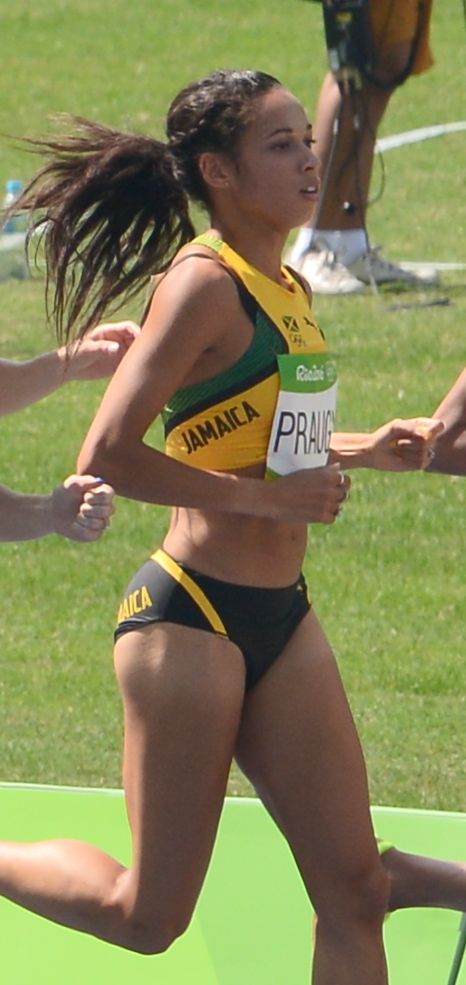
Aisha Praught – disqualifiziert wegen Verlassens der Bahn

### Lauf 2

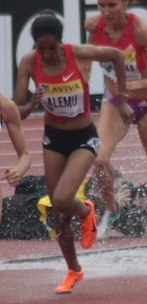
Birtukan Fente – ausgeschieden als Neunte in 9:39,77 min
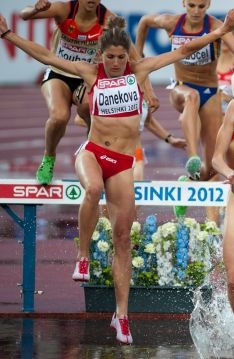
Silwija Danekowa – ausgeschieden als Zwölfte in 9:46,31 min
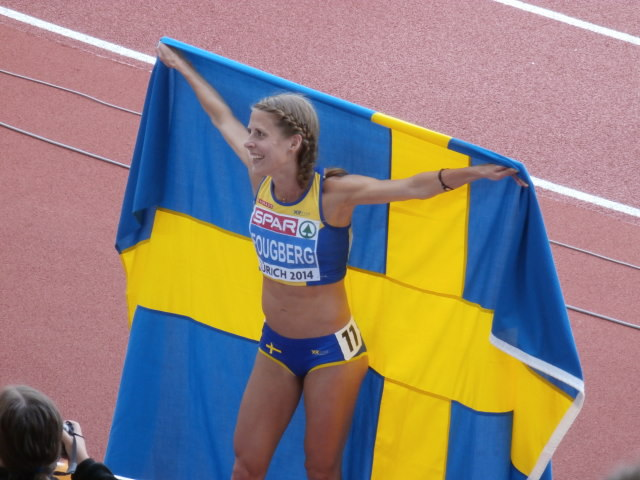
Charlotta Fougberg – ausgeschieden als Vierzehnte in 9:50,79 min

24. August 2015, 10:01 Uhr Ortszeit (4:01 Uhr MESZ)
| Platz | Name                  | Land        | Zeit (min)  |
| ----- | --------------------- | ----------- | ----------- |
| 1     | Habiba Ghribi         | Tunesien    | 09:24,38    |
| 2     | Gesa Felicitas Krause | Deutschland | 09:24,92    |
| 3     | Rosefline Chepngetich | Kenia       | 09:25,91 PB |
| 4     | Lalita Babar          | Indien      | 09:27,86 NR |
| 5     | Salima Elouali Alami  | Marokko     | 09:28,18    |
| 6     | Colleen Quigley       | USA         | 09:29,09    |
| 7     | Özlem Kaya            | Türkei      | 09:30,23 PB |
| 8     | Marija Schatalowa     | Ukraine     | 09:36,87 PB |
| 9     | Birtukan Fente        | Äthiopien   | 09:39,77    |
| 10    | Erin Teschuk          | Kanada      | 09:40,07 PB |
| 11    | Victoria Mitchell     | Australien  | 09:43,73    |
| 12    | Silwija Danekowa      | Bulgarien   | 09:46,31    |
| 13    | Sara Louise Treacy    | Irland      | 09:48,24    |
| 14    | Charlotta Fougberg    | Schweden    | 09:50,79    |
| DOP   | Jekaterina Dosseikina | Russland    | 10:13,26    |

### Lauf 3

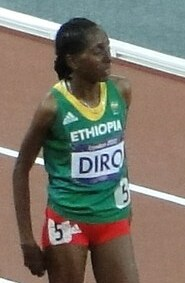
Etenesh Diro – ausgeschieden als Sechste in 9:31,97 min

24. August 2015, 10:17 Uhr Ortszeit (4:17 Uhr MESZ)
| Platz | Name                 | Land                | Zeit (min)  |
| ----- | -------------------- | ------------------- | ----------- |
| 1     | Hyvin Kiyeng         | Kenia               | 09:26.19    |
| 2     | Sofia Assefa         | Äthiopien           | 09:26.47    |
| 3     | Emma Coburn          | USA                 | 09:27,19    |
| 4     | Fadwa Sidi Madane    | Marokko             | 09:27,87 PB |
| 5     | Ruth Jebet           | Bahrain             | 09:27,93    |
| 6     | Etenesh Diro         | Äthiopien           | 09:31,97    |
| 7     | Genevieve LaCaze     | Australien          | 09:39,35    |
| 8     | Sandra Eriksson      | Finnland            | 09:39,64    |
| 9     | Lucie Sekanová       | Tschechien          | 09:45,72    |
| 10    | Klara Bodinson       | Schweden            | 09:50,13    |
| 11    | Tuğba Güvenç         | Türkei              | 09:58,07    |
| 12    | Natalja Aristarchowa | Russland            | 10:02,79    |
| 13    | Kerry O’Flaherty     | Irland              | 10:05,10    |
| 14    | Zhang Xinyan         | Volksrepublik China | 10:13,25    |
| 15    | Rolanda Bell         | Panama              | 10:33,78    |

Weitere im dritten Vorlauf ausgeschiedene Hindernisläuferinnen:

Genevieve LaCaze Rang sieben in 9:39,35 min
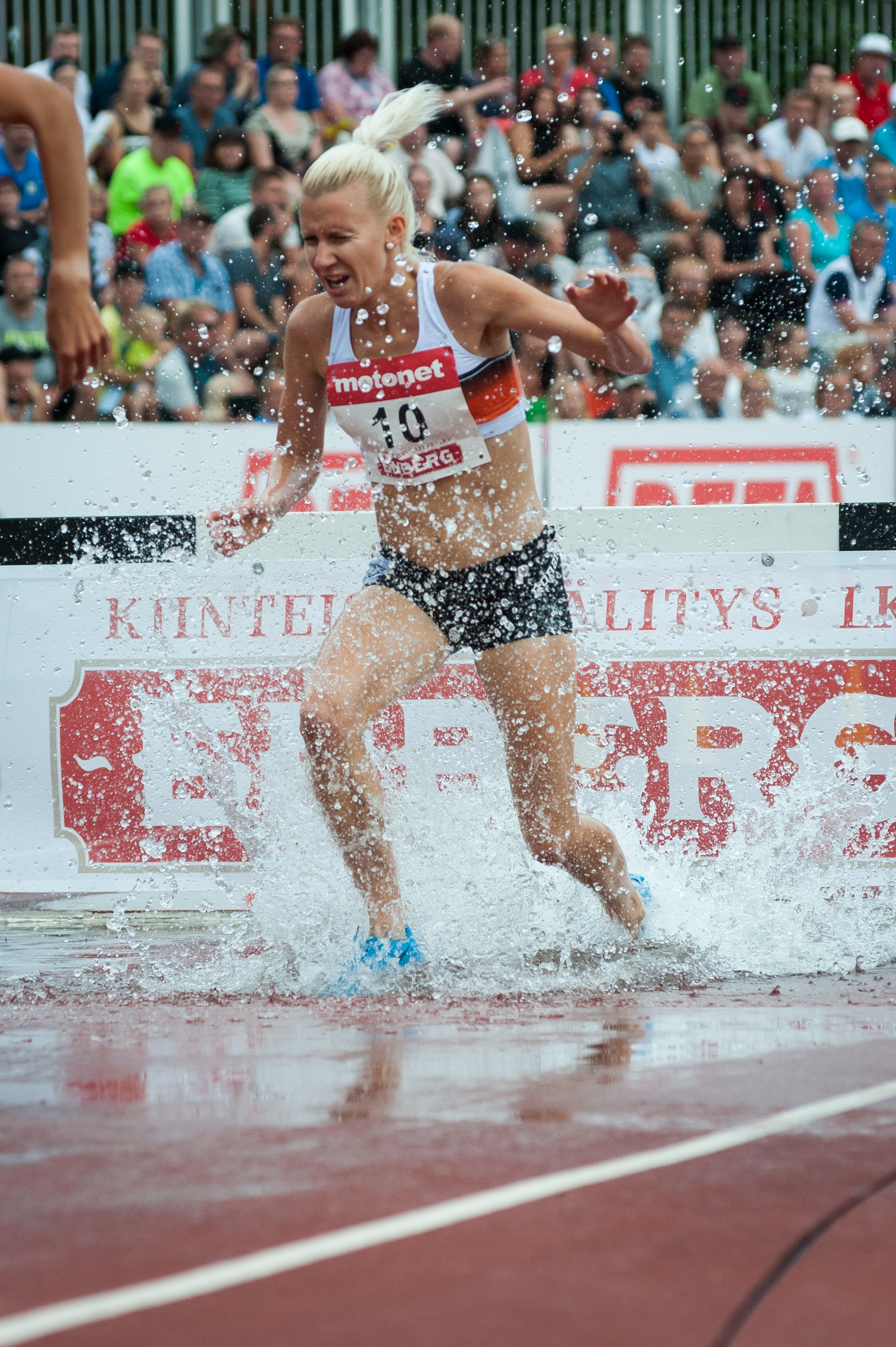
Sandra Eriksson Rang acht in 9:39,64 min
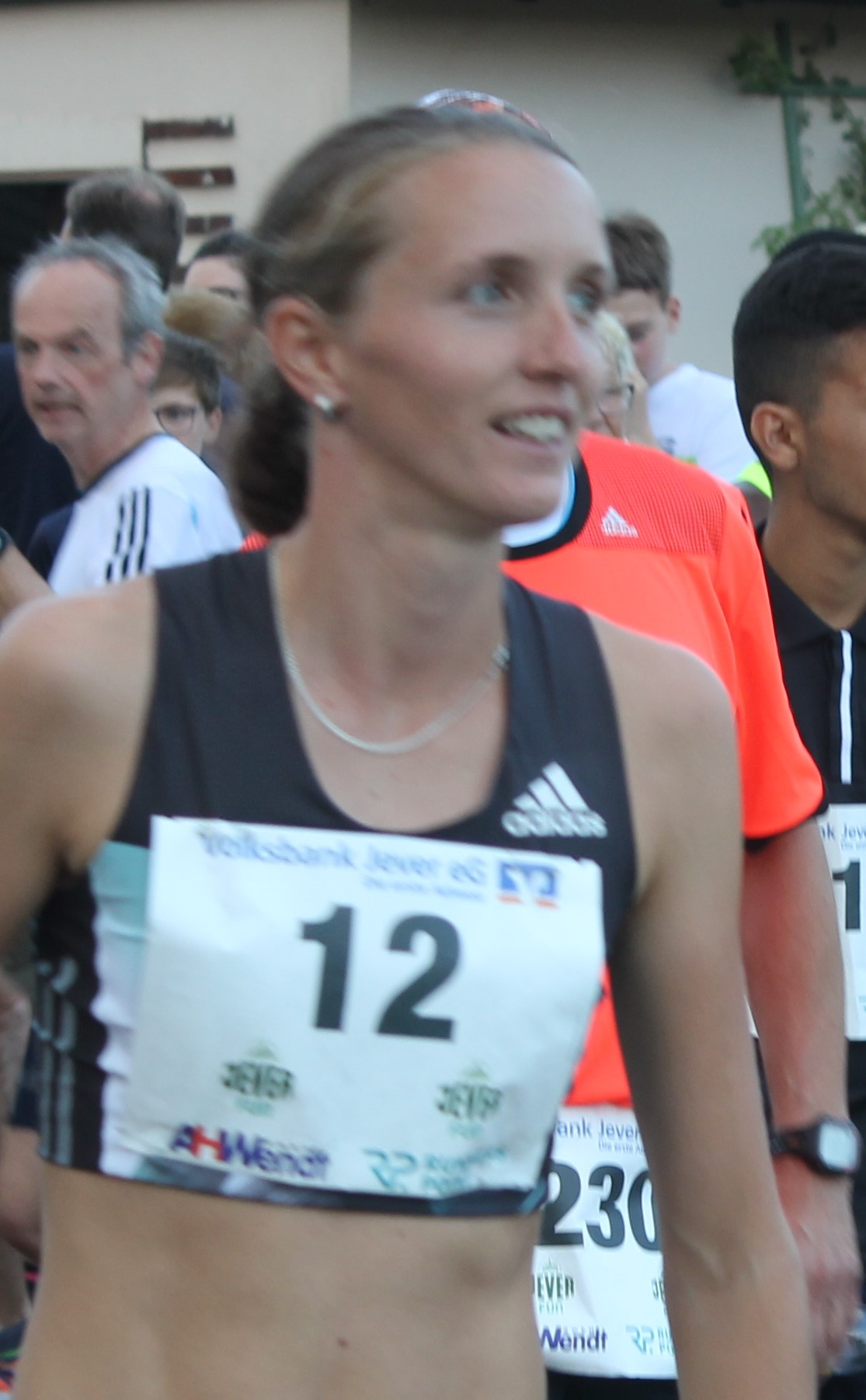
Lucie Sekanová Rang neun in 9:45,72 min
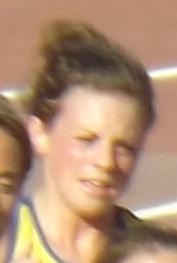
Klara Bodinson Rang zehn in 9:50,13 min
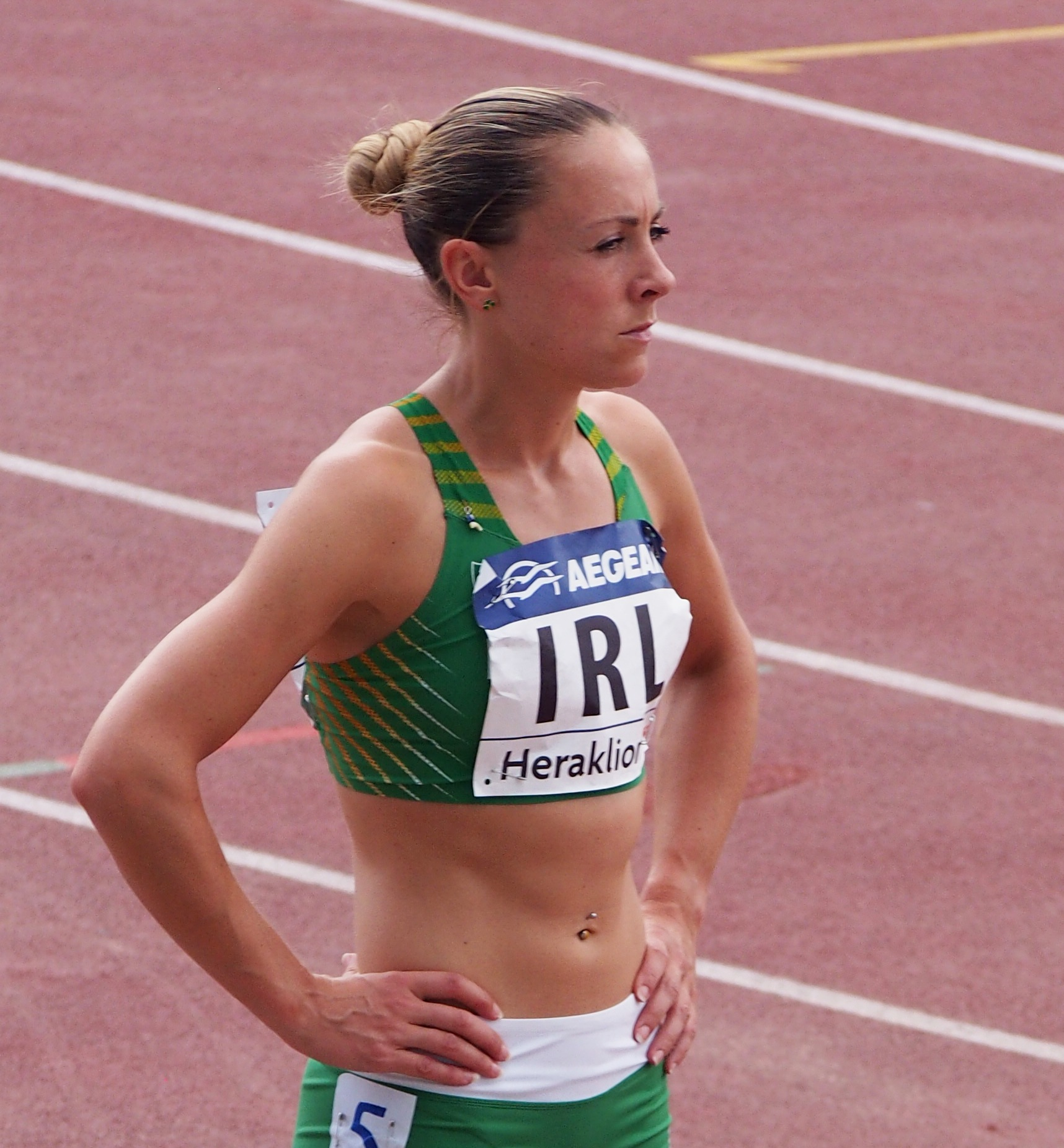
Kerry O’Flaherty Rang dreizehn in 10:05,10 min

## Finale

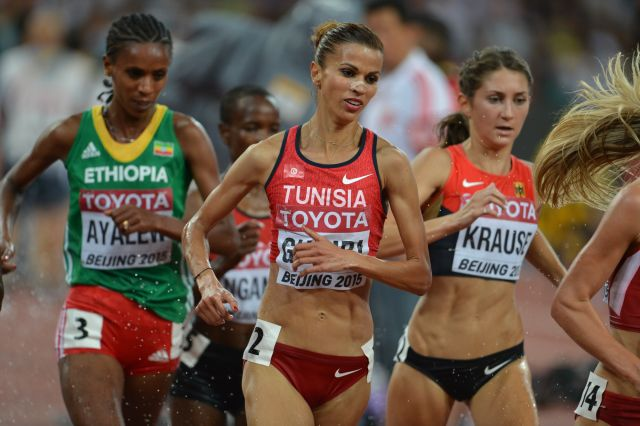
Läuferinnen im Hindernis-Finale (v. l. n. r):
Hiwot Ayalew, Virginia Nganga (verdeckt), Habiba Ghribi und Gesa Felicitas Krause

26. August 2015, 21:00 Uhr Ortszeit (15:00 Uhr MESZ)
Die Erste und Zweite der letzten Weltmeisterschaften Milcah Chemos Cheywa und Lidya Chepkurui, beide aus Kenia, waren diesmal nicht mit im Rennen. Dennoch gab es ein starkes Teilnehmerfeld mit der Olympiasiegerin von 2012 und Weltmeisterin von 2011 Habiba Ghribi aus Tunesien, der Olympiazweiten und WM-Dritten Sofia Assefa aus Äthiopien, der Olympiavierten und WM-Vierten Hiwot Ayalew, ebenfalls Äthiopien. Kenia wurde unter anderem durch die Sechste der letzten Weltmeisterschaften Hyvin Jepkemoi vertreten und auch die äthiopische Olympiafünfte und WM-Fünfte Etenesh Diro war am Start. So bestand das Feld der Favoritinnen ausschließlich aus afrikanischen Läuferinnen. Klare Außenseiterinnen waren die US-Amerikanerin Emma Coburn und die Deutsche Gesa Felicitas Krause.
Das Finalrennen gestaltete sich anfangs mit wenig Tempo, doch nach achthundert Metern wagte die Inderin Lalita Barar einen Vorstoß und erlief sich schnell einen kleinen Vorsprung. An der tausend-Meter-Marke, die sie in 3:09,96 min durchlief, betrug der Abstand etwa zehn Meter. Die Läuferinnen hinter ihr ließen sie gewähren und der Vorsprung wuchs anschließend sogar noch ein bisschen an, pendelte sich dann jedoch auf etwa zehn Meter ein. Bei zweitausend Metern lautete die Durchgangszeit 6:22,27 min, das heißt der zweite Kilometer wurde in 3:12,31 min zurückgelegt. Das lief so auf eine Endzeit von um die 9:30 min hinaus. Zwei Runden vor dem Ziel gingen der Inderin die Kräfte aus, sie wurde jetzt von ihren Konkurrentinnen überrollt, ohne dass es eine besondere Temposteigerung gegeben hätte. Einige schwächere Läuferinnen hatten zwar schon abreißen lassen müssen, aber das große Feld war noch dicht zusammen.
Ganz vorne lief Coburn, die jetzt deutlich beschleunigte. Ihr folgten dichtauf Ghribi und Krause, die weiteren Afrikanerinnen hielten sich noch zurück. Zu Beginn der letzten Runde hatte sich eine siebenköpfige Spitzengruppe abgesetzt. Ghribi übernahm jetzt die Führung vor Coburn, Jepkemoi, Krause, der Kenianerin Virginia Nganga sowie den beiden Äthiopierinnen Assefa und Ayalew. Allerdings bekam Ayalew auf der Gegengeraden Schwierigkeiten, mit dem jetzt sehr hohen Tempo noch Schritt zu halten. Zu Beginn der Zielgeraden waren es schließlich noch fünf Läuferinnen, die um den Sieg und die Medaillen kämpften. Ghribi lag vorne, auf der Innenbahn fast neben ihr Krause, außen ein Stück versetzt Jepkemoi, dahinter Assefa und Coburn. Am letzten Hindernis machte sich Krauses starke Technik bezahlt, sie stieß innen durch und lag jetzt vorn. Auf den letzten Metern wurde das Rennen zu einem Dreikampf, Hyvin Kiyeng Jepkemoi hatte schließlich die meisten Kräfte und setzte sich mit drei Zehntelsekunden Vorsprung durch. Um Platz zwei gab es ein Fotofinish, Habiba Ghribi gewann die Silbermedaille mit einer Hundertstelsekunde vor Gesa Felicitas Krause. Sofia Assefa wurde Vierte, Emma Coburn Fünfte. Hiwot Ayalew kam auf den sechsten und Virginia Nganga auf den siebten Platz. Die so lange Zeit führende Lalita Barar erkämpfte sich noch Rang acht.
Die letzten tausend Meter hatten die Läuferinnen mit ihrer Temposteigerung in 2:56,84 min zurückgelegt, sodass die Zeit der ersten Drei noch unter 9:20 min lag und Gesa Felicitas Krause eine neue persönliche Bestleistung aufstellte.
| Platz | Athletin              | Land        | Zeit (min) |
| ----- | --------------------- | ----------- | ---------- |
|       | Hyvin Kiyeng          | Kenia       | 9:19,11    |
|       | Habiba Ghribi         | Tunesien    | 9:19,24    |
|       | Gesa Felicitas Krause | Deutschland | 9:19,25 PB |
| 04    | Sofia Assefa          | Äthiopien   | 9:20,01 SB |
| 05    | Emma Coburn           | USA         | 9:21,78    |
| 06    | Hiwot Ayalew          | Äthiopien   | 9:24,27    |
| 07    | Virginia Nyambura     | Kenia       | 9:26,21    |
| 08    | Lalita Babar          | Indien      | 9:29,64    |
| 09    | Stephanie Garcia      | USA         | 9:31,06    |
| 10    | Salima Elouali Alami  | Marokko     | 9:32,15    |
| 11    | Ruth Jebet            | Bahrain     | 9:33,41    |
| 12    | Colleen Quigley       | USA         | 9:34,29    |
| 13    | Özlem Kaya            | Türkei      | 9:34,66    |
| 14    | Fadwa Sidi Madane     | Marokko     | 9:41,45    |
| 15    | Rosefline Chepngetich | Kenia       | 9:46,08    |

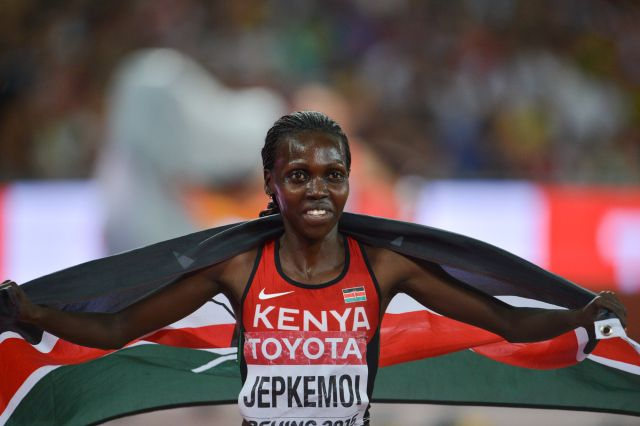
Weltmeisterin Hyvin Kiyeng Jepkemoi ließ sich feiern
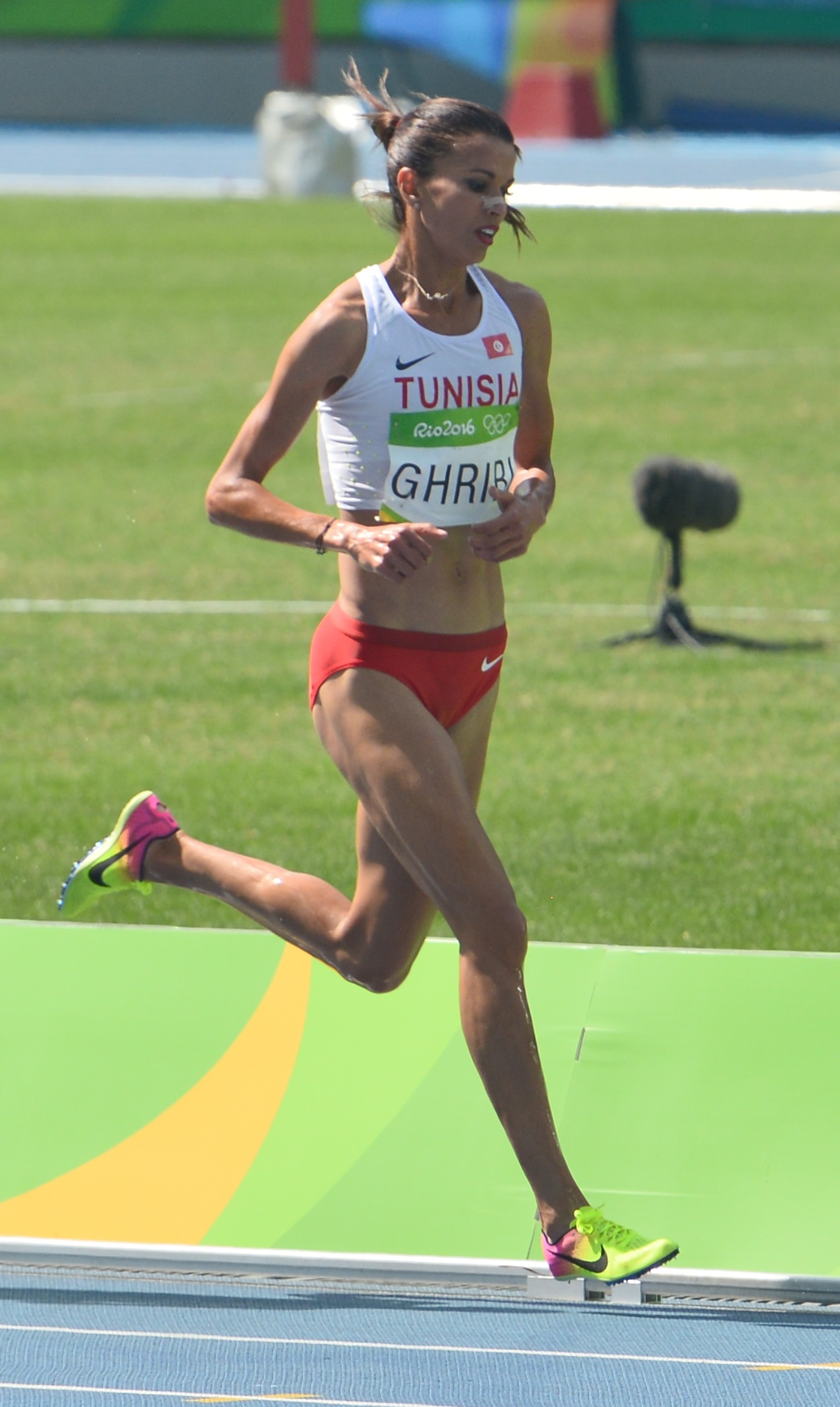
Vizeweltmeisterin Habiba Ghribi
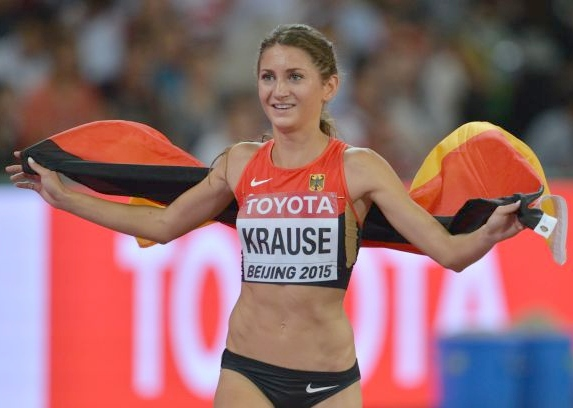
Bronzemedaillengewinnerin Gesa Felicitas Krause auf ihrer Ehrenrunde

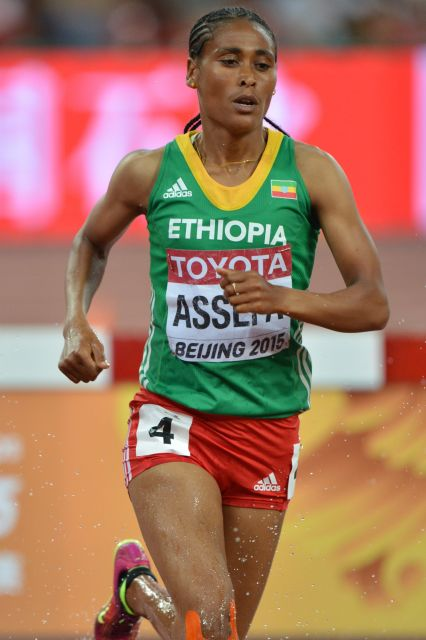
Sofia Assefa belegte Rang vier
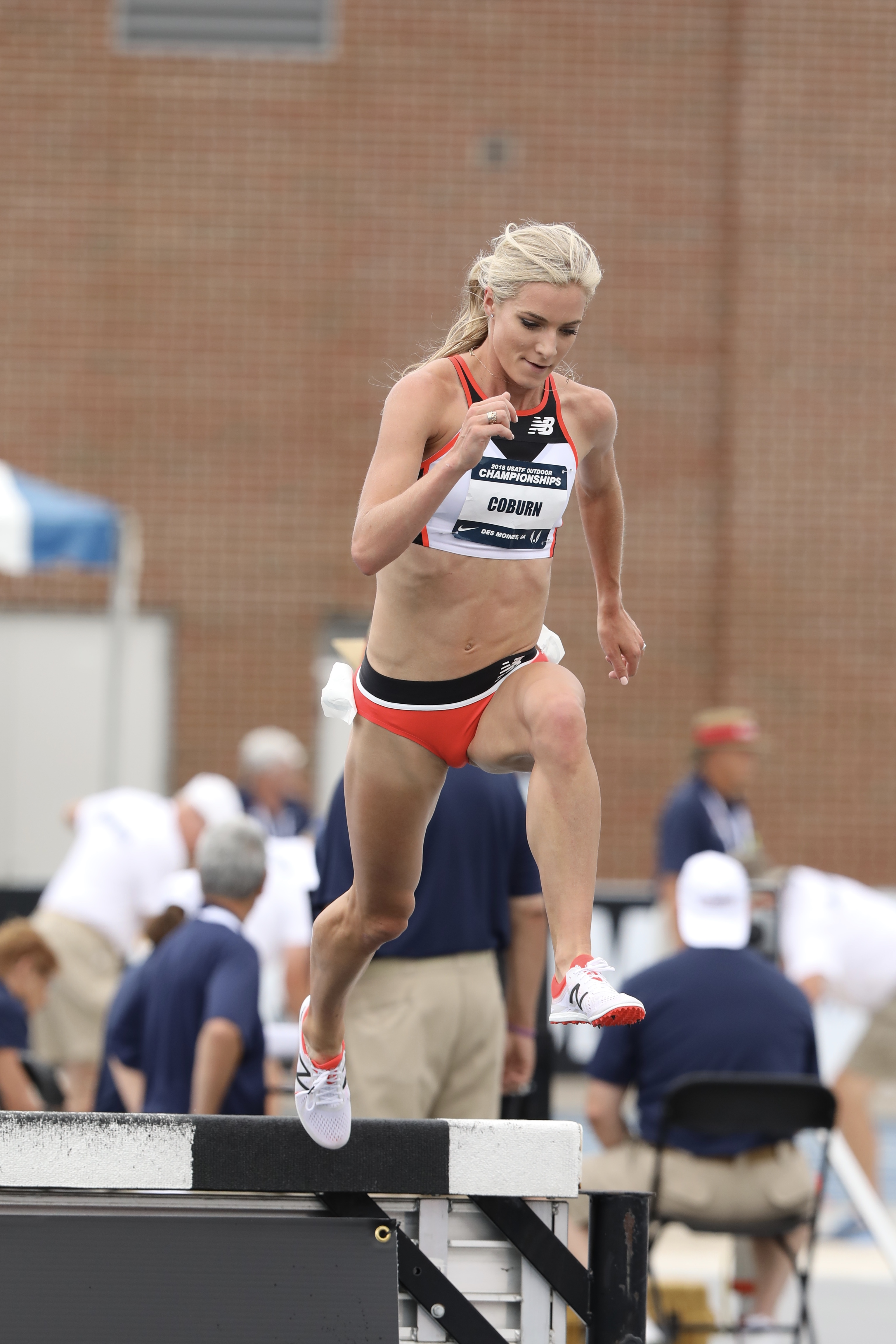
Rang fünf für die US-Amerikanerin Emma Coburn
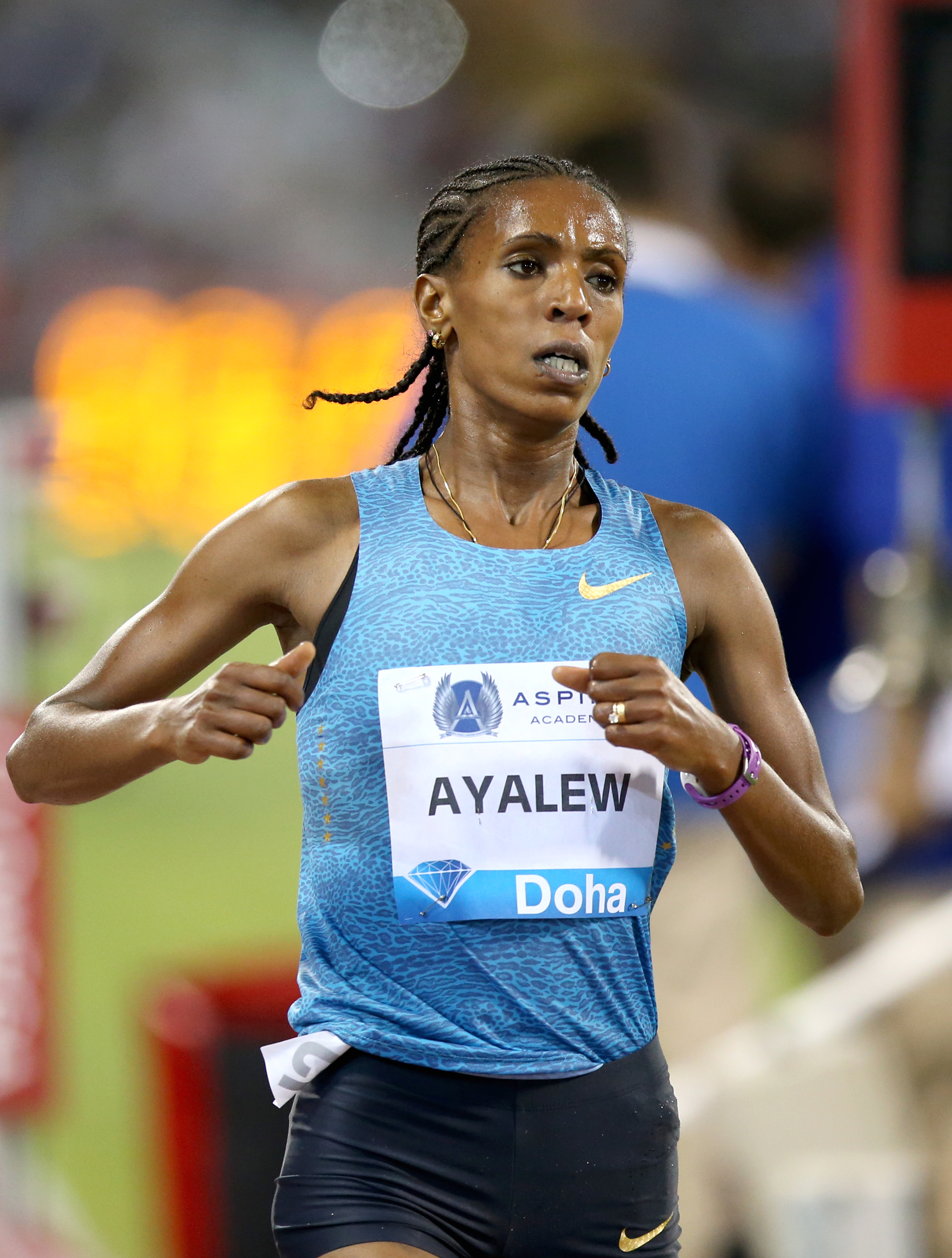
Hiwot Ayalew aus Äthiopien erreichte Platz sechs
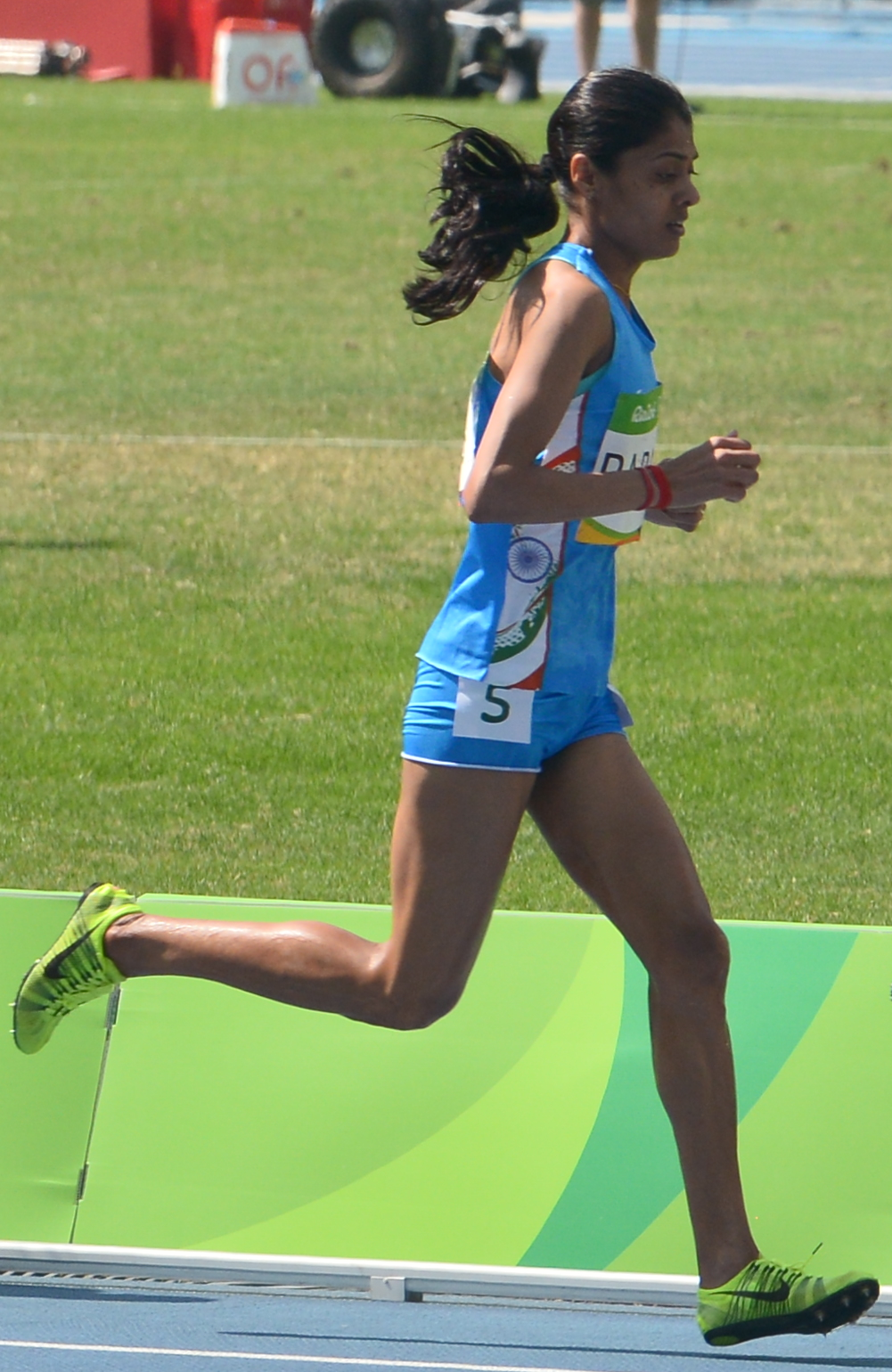
Virginia Nganga kam auf den siebten Platz
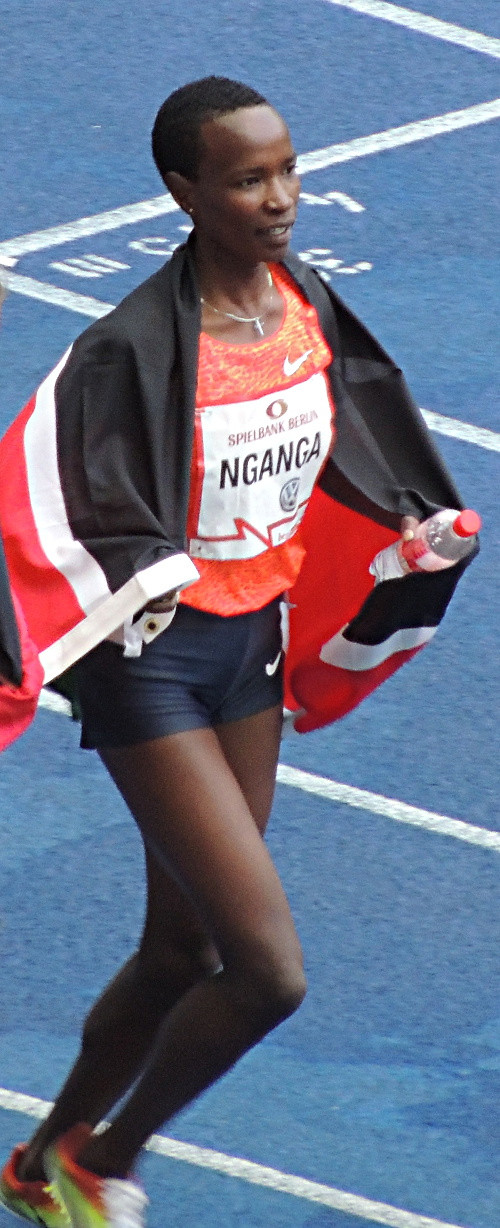
Lalita Babar – im Vorlauf mit indischem Landesrekord von 9:27,86 min – Rang acht
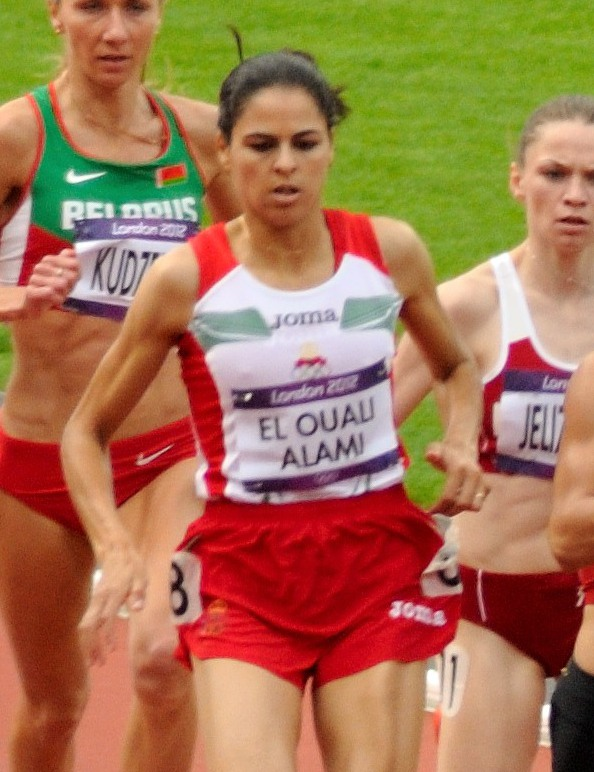
Salima Alami wurde Zehnte
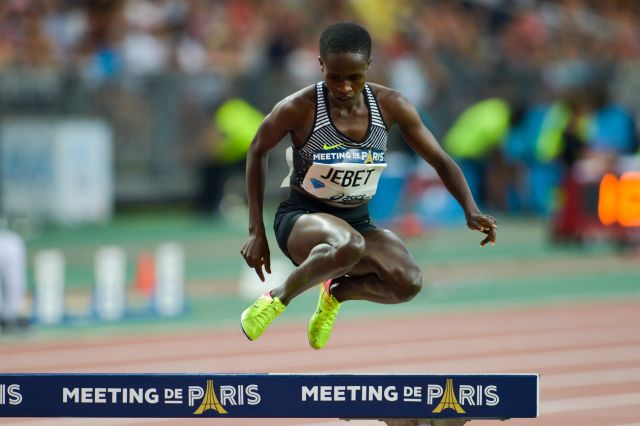
Ruth Jebet – hier mit ihrer besonderen Hindernistechnik – belegte Rang elf
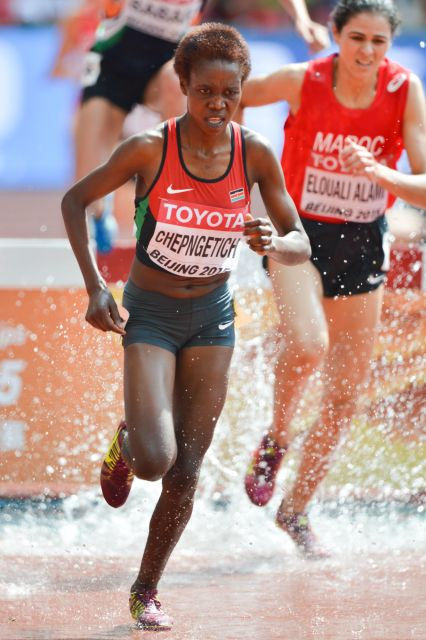
Rosefline Chepngetich (links) erreichte das Finale und wurde dort Fünfzehnte

## Videolinks
- 3000M Steeplechase Heat 1 at IAAF World Championships Beijing 2015, youtube.com, abgerufen am 19. Februar 2021
- 3000m Steeplechase Heat 2 IAAF World Championship Beijing 2015, youtube.com, abgerufen am 19. Februar 2021
- 3000M Steeplechase Heat 3 at IAAF World Championships Beijing 2015, youtube.com, abgerufen am 19. Februar 2021
- 3000m Steeplechase FINAL (Full Race) World Championships Beijing 2015, youtube.com, abgerufen am 19. Februar 2021